# محمدعلی موحدی کرمانی
محمّدعلی موحّدی کرمانی (زاده ۱۳۱۰ در کرمان) روحانی و سیاستمدار ایرانی، رئیس مجلس خبرگان رهبری از خرداد ۱۴۰۳ و نماینده مجلس خبرگان رهبری از استان تهران است.  وی همچنین امام جمعه موقت تهران از سال ۱۳۹۱ است. موحدی کرمانی همچنین دبیرکل جامعه روحانیت مبارز و عضو سابق مجمع تشخیص مصلحت نظاماست. 
وی تا سال ۱۳۸۴ دارای سمت نمایندگی رهبری در سپاه پاسداران بود. او در همه ادوار مجلس خبرگان رهبری حضور داشته‌است. محمدعلی موحدی کرمانی در پی درگذشت محمدرضا مهدوی کنی، در تاریخ ۱۱ آذر ۱۳۹۳ به اتفاق آرای اعضا، به عنوان دبیرکل جامعه روحانیت مبارز انتخاب شد.

## زندگی
موحّدی کرمانی از مؤسّسانِ جامعه روحانیت مبارز تهران به‌شمار می‌رود که از ابتدا تاکنون به عنوان یکی از اعضای شورای مرکزی فعالیت داشته‌است. وی بعد از انقلاب، در حزب جمهوری اسلامی به عنوان عضو شورای مرکزی و عضو داوری این حزب حضور داشته‌است. موحدی کرمانی در انتخابات اولین دوره مجلس شورای اسلامی به عنوان نماینده مردم کرمان انتخاب شده و پس از ان در ادوار دوم تا پنجم نماینده مردم تهران در مجلس شورای اسلامی بود. ریاست کمیسیون امور داخلی مجلس و ریاست کمیسیون امور دفاعی مجلس و نیز نائب رئیسی مجلس شورای اسلامی از جمله مسئولیتهای وی در مجلس بوده‌است. وی همچنین در تمام ادوار مجلس خبرگان رهبری نماینده بوده‌است.

## انتخابات پنجمین دوره خبرگان رهبری
وی چند روز پیش از انتخابات پنجمین دوره خبرگان رهبری در اظهار نظری نسبتاً تند راجع به قرارگیری نامش در لیست «خبرگان مردم» منتسب به اکبر هاشمی رفسنجانی گفت: «باید بگویم که من انقلابی و ولایی و اهل اصول هستم، کسانی که اسم بنده را در لیست‌هایشان می‌آورند، می‌دانند من مواضعم چیست. شنیده‌ام که این اصلاح طلبان هم اسم من را در لیستشان گذاشته‌اند. من راضی به زحمتشان نبودم! هم آن‌ها می‌دانند و هم مردم می‌دانند که من گروه خونی‌ام به این جریان نمی‌خورد و به این جریان نمی‌چسبم. من انقلابی و ولایت مدار هستم و پایبند به اصول. من مطلع شدم دوستانی که هم گروه خونی ما هستند هم در برخی لیست‌های انحرافی اسمشان را زده‌اند. من توصیه می‌کنم این دوستان هم از این لیست‌ها برائت بجویند و عدم رضایتشان را از این امر اعلام کنند.»

## اظهارات جنجالی
وی در ۱۳۹۸ تلگرام را حرام اعلام کرد و خواستار شبکه ملی اطلاعات مثل فیلترینگ اینترنت در چین شد.